# Billy Strange
William Everett „Billy“ Strange (* 29. September 1930 in Long Beach, Kalifornien; † 22. Februar 2012 in Franklin, Tennessee) war ein US-amerikanischer Gitarrist, Sänger, Songwriter und Arrangeur im Bereich der Country- und Popmusik.

## Kindheit
Sein Vater hatte bei der lokalen Country-Station KFOX (Los Angeles) eine eigene Sendung, in der er mit den Eltern als Cowboy-Entertainer „George & Billie“ auftrat. Ab 1944 lernte er auf einer Gibson L-7 das Gitarrespielen. Auf Tournee zog er erstmals 1946, wo er The Sons of the Pioneers, Roy Rogers oder Tex Williams begleitete. Von 1949 bis 1959 wirkte er als ständiger Gastmusiker in der TV-Show KXLA Hometown Jamboree mit. Produzent Cliffie Stone vermittelte ihm im Januar 1952 einen Plattenvertrag mit Capitol Records.

## Session-Gitarrist
Billy Strange begann seine Karriere als Session-Gitarrist in der Aufnahmesession von Wesley „Speedy“ West am 18. Juni 1951 und begleitete den Pedal-Steel-Gitarren-Virtuosen bis zum 5. April 1962 bei insgesamt 15 Studiosessions. Am 9. Juli 1952 begleiteten Strange und West Moon Mullican bei den Studioaufnahmen zu dessen Titeln Jambalaya / A Mighty Pretty Waltz (King #1106), Pipeline Blues (#1137) und Ooglie Ooglie Ooglie (#1164).
Strange ist ebenfalls zu hören bei Stuart Hamblens Komposition und Originalaufnahme von This Ole House am 29. März 1954; ausnahmsweise stand er dabei in einem New Yorker Studio, denn er war fast ausnahmslos in den Tonstudios von Los Angeles zu Gast. Er spielte regelmäßig Rhythmusgitarre bei Tennessee Ernie Ford, beispielsweise bei I’m Hog-tied Over You / False Hearted Girl (9. Juli 1952) oder The Ballad of Davy Crockett (7. Februar 1955) und ab Frühling 1953 bei insgesamt 21 Titeln. Ricky Nelson begleitete Strange ab 2. September 1958 bei mindestens 32 Titeln.
Strange gilt als Erfinder des Vorläufers der Fuzz-Gitarre, die er bei Ann-Margrets I Just Don’t Understand (Juli 1961) spielte: eines der ersten Beispiele des verzerrten Gitarrensounds, der durch (I Can’t Get No) Satisfaction von den Rolling Stones weltberühmt wurde. Auch bei Zip-A-Dee-Doo-Dah von Bob B. Soxx & the Blue Jeans spielte er am 24. August 1962 Fuzz-Gitarre – auf Wunsch des Produzenten Phil Spector ohne Mikrofon – und ist auf elf weiteren Titeln auf der gleichnamigen LP zu hören.
Hier traf erstmals die Gruppe von Sessionmusikern zusammen, die den instrumentalen Kern der Wall of Sound ausmachte und oft als Begleitband in Bill Putnams United/Western-Tonstudios fungierte und The Wrecking Crew genannt wurde: John Anderson (akustische Gitarre), Glen Campbell (Gitarre), Jimmy Bond, (Kontrabass), Wallick Dean (Fenderbass), Carol Kaye (Danelectro-Bass), Al DeLory und Nino Tempo (Piano), Steve Douglas (Tenorsaxophon), Jay Migliori (Baritonsaxophon), Hal Blaine (Schlagzeug) und Frank Capp (Percussion). Arrangeur war Jack Nitzsche, Toningenieur Larry Levine.
Im Jahr 1962 traf Strange auf Elvis Presley, für den er erstmals am 30. August 1962 bei Happy Ending, Take Me to the Fair und Relax für die LP It Happened At the World’s Fair Gitarre spielte. Seine nächste Einladung von Presley folgte zur Session für Viva Las Vegas am 10. Juli 1963 zusammen mit Glen Campbell, aufgenommen für den kommerziell erfolgreichsten gleichnamigen Presley-Film, zu dem die Single am 28. April 1964 auf den Markt kam. Insgesamt spielte er bei elf Presley-Titeln mit.
Bei Surfin‘ USA (LP veröffentlicht am 27. März 1963) wirkte Strange erstmals bei einer Aufnahmesession der Beach Boys mit. Es folgte Sloop John B mit einer roten 12-saitigen Fender Stratocaster am 12. Juli 1965 bei Western Recorders mit Jay Migliori, Steve Douglas und Jim Horn (Flöten), Frank Capp (Glockenspiel), Carol Kaye (Fender Bass), Lyle Ritz (Kontrabass), Al Casey und Jerry Cole (Gitarren) und Al DeLory (Piano). Brian Wilson bat Strange, den bereits aufgenommenen Gitarrenpart zu überspielen, was erst am 29. Dezember 1965 geschah. Da Strange ohne Gitarre anreiste, kaufte ihm Wilson eine elektrische 12-saitige Gitarre mit Verstärker, die er Strange zusammen mit 500 US-Dollar für die Session gab. Bei der LP Pet Sounds ist Strange bei sechs Titeln zu hören; hierfür war er zwischen dem 12. Juli 1965 und 11. Februar 1966 anwesend.
Wanda Jackson begleitete Strange bereits bei deren ersten Studioaufnahmen am 24. März 1954, von denen der im Mai 1954 veröffentlichte Titel You Can’t Have My Love bis auf Rang acht der Country-Charts vordrang. Am 17. September 1957 war er an der Aufnahme zu Fuijama Mama beteiligt, die im November 1957 erschien.
Strange spielte bei den Everly Brothers ab No One Can Make My Sunshine Smile (14. September 1962) und insgesamt bei neun Everly-Songs sowie bei den Hits des Surf-Duos Jan & Dean (etwa Surf City; Mai 1963). Er war beteiligt bei Nat King Coles am 19. Juni 1962 aufgenommenen Hit Ramblin‘ Rose und bei Bobby Freemans von Sly Stone komponiertem und produziertem C’mon and Swim (Juli 1964). Als Doris Day am 30. August 1963 für den Millionenseller Move Over Darling im Studio stand, trat Strange erneut zusammen mit den berühmten Sessionmusikern Glen Campbell und Tommy Tedesco (Gitarre), Jimmy Bond (Bass), Al DeLory (Piano) und Steve Douglas (Saxophon) auf; produziert von Terry Melcher und arrangiert von Jack Nitzsche. Ab 28. August 1962 tauchte er bei drei Aufnahmesessions der Sons of Pioneers auf. Für Frank Sinatras Younger Than Springtime dirigierte Strange am 20. September 1967 das Orchester.
Sein größter Erfolg war im Dezember 1965 These Boots Are Made for Walkin’ von Nancy Sinatra, wofür er auch Gitarre spielte. Auf Arrangeur Strange geht die Idee des markanten Kontrabasslaufs im vier Millionen Mal verkauften Hit zurück. Für Nancy Sinatra arrangierte er zwischen 1966 und 1967 insgesamt 13 Titel, darunter den Nachfolgehit How Does That Grab You Darlin‘ sowie deren Duett mit Vater Frank Sinatra Something Stupid. Strange arrangierte alle Reprise-Records-Alben und den Soundtrack zum James-Bond-Film Man lebt nur zweimal von Nancy Sinatra (You Only Live Twice), die ihm eine Gibson 335 schenkte.

## Eigene Aufnahmen

Billy Strange & Challengers – Milord

Am 28. Februar 1952 stand Strange in Hollywood erstmals nicht als Begleitung für andere Interpreten in einem Tonstudio, als mit Diesel Smoke Dangerous Curves seine erste eigene Single entstand, die im März 1952 auf den Markt kam. Sie erreichte ebenso wenig die Country-Top40 wie die nachfolgenden, bei mehreren Plattenfirmen veröffentlichten Titel (Capitol Records bis 1954, Era, Liberty oder GNP Crescendo). Viele Aufnahmen entstanden mit der 12-Saiten-Gitarre.
Im November 1963 traf er bei seinen Studioaufnahmen auf die bei vielen Plattenfirmen gefragten Sessionmusiker Tommy Tedesco und Hal Blaine. Er tauchte in beinahe allen Tonstudios von Los Angeles als Interpret auf (Capitol Recording Studio, World Pacific, RCA Victor, United Recorders oder Gold Star Studios). Am 24. Juli 1964 lernte er im Studio Charles Chuck Berghofer kennen, der später den berühmten Kontrabass auf in These Boots Are Made for Walkin’ spielte.
Bei GNP Crescendo Records nahm er am 17. August 1963 sein Debüt-Album 12 String Guitar mit Instrumentalversionen großer Hits auf. Ab 1966 spielte er gelegentlich zusammen mit dem Surf-Quintett Billy Strange & Challengers, das auch bei diesem Label untergebracht war. Strange brachte hier bis 1975 zahlreiche weitere LPs und Singles heraus, darunter auch Instrumentalversionen von Filmmusiken wie von der Filmserie James Bond.

## Komponist, Arrangeur und Produzent

Chubby Checker – Limbo Rock

Sein erster großer Hit als Komponist war der Millionenseller Limbo Rock im September 1962 für Chubby Checker, den er zusammen mit Kal Mann (dieser unter dem Pseudonym Jon Sheldon) verfasste und gleich bis auf Rang zwei der Charts platzieren konnte. Er schrieb den mit einem BMI-Award ausgezeichneten Song im alkoholisierten Zustand innerhalb von fünf Minuten.
Ab 1968 arbeitete er als Komponist mit Texter Mac Davis zusammen, mit dem er für Elvis Presley innerhalb von zwei Tagen die Titel A Little Less Conversation (aufgenommen am 7. März 1968), Nothingville (21. Juni 1968), Memories (BMI-Award; 27. Juni 1968), Clean Up Your Own Back Yard (23. August 1968) und Charro (15. Oktober 1968) verfasste. Große Hits waren das nicht; einzig Memories und Clean Up Your Own Back Yard erreichten jeweils mit Rang 35 eine mittlere Platzierung.
Bei BMI sind für Billy Strange 50 Musiktitel urheberrechtlich registriert, bei ASCAP weitere 58.
In den 1970er Jahren reduzierte Billy Strange seine künstlerischen Aktivitäten erheblich. Er arrangierte das im Juni 1970 von der Partridge Familie veröffentlichte Album The Partridge Familie Album, auf dem der als Single ausgekoppelte Tophit I Think I Love You enthalten war. Er tauchte 1971 bei drei Titeln von Delaney Bramlett mit seiner Gitarre auf, arrangierte 1972 die LP Nancy & Lee Again, produzierte 1977 das Album It’s Alright für Frank Sinatra junior. Jerry Lee Lewis ließ im Mai 1980 von Strange das Album Killer Country produzieren.
Im Film Nashville Lady, der am 7. März 1980 US-Premiere hatte, spielte er die Rolle des Steel-Gitarristen Speedy West, den Strange in seinen Anfängen im Tonstudio begleitet hatte.

## Diskografie (Auswahl, mit Erscheinungsdatum)
Capitol Records
- Diesel Smoke Dangerous Curves / Almanac Song (F 2032), März 1952
- Hell Train / I Love You 24 Hours a Day (F 2112), Mai 1952
- Crazy Quilt Rag / Kiss, Kiss, Kiss (F 2228), September 1952
- Just Bummin’ Around / New Carroll County Blues (F 2357), Februar 1953
- Red / Half a Photograph (F 2500), Juni 1953
- I’m Still a Prisoner / Let Me Be the One (F 2592), September 1953
- Catsup and Honey / A Lonesome’s Lover’s Lie (F 2702), Januar 1954
- Am I Seeing Things / The Devil in Me (F 2797), April 1954
- I Gotta Be Gittin’ Home / You’re the Only Good Thing (That’s Happened to Me) (F 2934), Oktober 1954
- Let Me In There, Baby / I’ll Never Change My Mind About You (F 3021), Januar 1955

Decca Records
- Gambin’ Hall / Shake the Hand of a Stranger (9-29551), Juni 1955

Era Records
- My Buddy’s Girl / Say You’re Mine, Porcupine (45-1014), April 1956
- Big Man / It Wasn’t Much of a Town (45-1030), 1956

Liberty Records
- Sadness Done Come / Where Your Arms Used to Be (F-55307), Februar 1961
- Crawdad Scene / How Come My Dog Don’t Growl at You (F-55315), 1961 (als Sweetpea Johnson)
- Long Steel Road / Soft Chains of Love (F-55362), August 1961
- Life of Pretend / I’m Still Trying (F-55414), Januar 1962

Buena Vista
- I’ll Remember April / Mooncussers (F-406), 1962
- Johnny Shiloh / Day By Day (F-417), 1963

GNP Crescendo
- Wildwood Flower / Wabash Cannonball, 1964
- Charade / Where’s Baby Gone, 1964
- The James Bond Theme / 007 Theme, 1964
- Goldfinger / (Theme From) The Munsters, 1964
- Man with the Golden Arm / Raunchy, 1965
- Thunderball / Ninth Man Theme, 1965
- Love Theme from the Sandpiper / These Boots Are Made for Walking, 1966
- Milord / What If It Should Rain, 1966 (als Billy Strange & the Challengers)
- Yours Is a World I Can’t Live In / Go Ahead And Cry, 1967
- A Few Dollars More / You Only Live Twice, 1967
- Hang ’Em High / Five Card Stud, 1968
- High Chaparral / Gunsmoke, 1968

Tower Records
- De Sade – Main Title / Nocturne Permission, 1969

GNP Crescendo
- Star Trek / Theme from Jaws, 1975